# 揺籃のうた
『揺籃のうた』（ゆりかごのうた）は、北原白秋作詞、草川信作曲の日本の童謡である。2007年（平成19年）に日本の歌百選に選出されている。1967年にNHKみんなのうたでボニージャックスが歌い、近年では2011年2月9日に夏川りみがカバー・シングルを発売。

## 概要
1921年（大正10年）、雑誌『小学女生』8月号にて発表。子守唄のことを別名で「揺籃歌」（ようらんか）とも言うが、文字通り「揺籃歌」であるこの曲は子守唄として広く親しまれている。
北原白秋の生誕の地、福岡県柳川市では、毎日午後6時になると防災スピーカーから音楽を市内に流している。
2009年（平成21年）、明仁天皇、美智子皇后（いずれも当時）がカナダを訪問した際、トロントの小児病院で美智子皇后が子供たちを前に「揺籃のうた」を歌った。
グレッグ・アーウィンによる英訳詞「The Cradle Song」が存在し、アーウィン自身の歌唱により1997年4月21日発売のアルバム『ハッピー・チャイルド!〜英語でうたおう　こどものうた　みんなのうた〜』、1999年発売のアルバム『英語でうたう日本の童謡2』（共にビクターエンタテインメントから発売）に収録された。

## 歌詞
一、
揺籃のうたを　カナリヤが歌うよ
ねんねこ　ねんねこ　ねんねこよ
二、
揺籃のうえに　枇杷（びわ）の実が揺れるよ
ねんねこ　ねんねこ　ねんねこよ
三、
揺籃のつなを　木ねずみが揺するよ
ねんねこ　ねんねこ　ねんねこよ
四、
揺籃のゆめに　黄色い月がかかるよ
ねんねこ　ねんねこ　ねんねこよ

## みんなのうた
『みんなのうた』では「ゆりかごのうた」というタイトルで1967年4月 - 5月に放送。若松正司が編曲、映像は藤城清治製作による影絵。
7年後の1974年4月 - 5月に再放送後はしばらく放送されず、47年9ヶ月後の2022年1月に『調子をそろえてクリック・クリック・クリック』・『シャーロック・ホームズとワトソン博士』と合わせて放送（本曲のみフルコーラス）、視聴者からの思い出のナレーションが添えられた。ラジオでは『調子をそろえて〜』と合わせて再放送された（双方ともフル。「思い出」はなし））。このほか2011年1月1日に放送された50周年記念『新春スペシャル』で、藤城清治インタビューVTR後に37年ぶりに放送された。

## 夏川りみのシングル
夏川りみは2011年2月9日に本曲を「ゆりかごのうた」の表記にてビクターエンタテインメントからシングルを発売。

### 収録曲
全編曲：京田誠一
1. ゆりかごのうた
作詞：北原白秋
作曲：草川信
2. 心の瞳
作詞：荒木とよひさ
作曲：三木たかし
3. 愛しい子〜シングルVer.〜
作詞：古謝美佐子・佐原一哉
作曲：佐原一哉
NHKラジオ深夜便「深夜便のうた」
4. ゆりかごのうた（オリジナルカラオケ）
5. 心の瞳（オリジナルカラオケ）
6. 愛しい子〜シングルVer.〜（オリジナルカラオケ）

### 規格品番
- VICL-36627

## 絵本
- 『ゆりかごのうた』

北原白秋（詩）、高見八重子（絵）、ひさかたチャイルド、2019年、ISBN 9784865491722。

## 防災行政無線チャイム
- 福岡県柳川市では、通年18:00に防災行政無線から市内全域で時報として『揺籃のうた』を放送している。作詞者の北原白秋の生家である北原白秋生家が山門郡沖端村（現・柳川市）にあり、ゆかりがあるためである。